# 尾羽廃寺跡

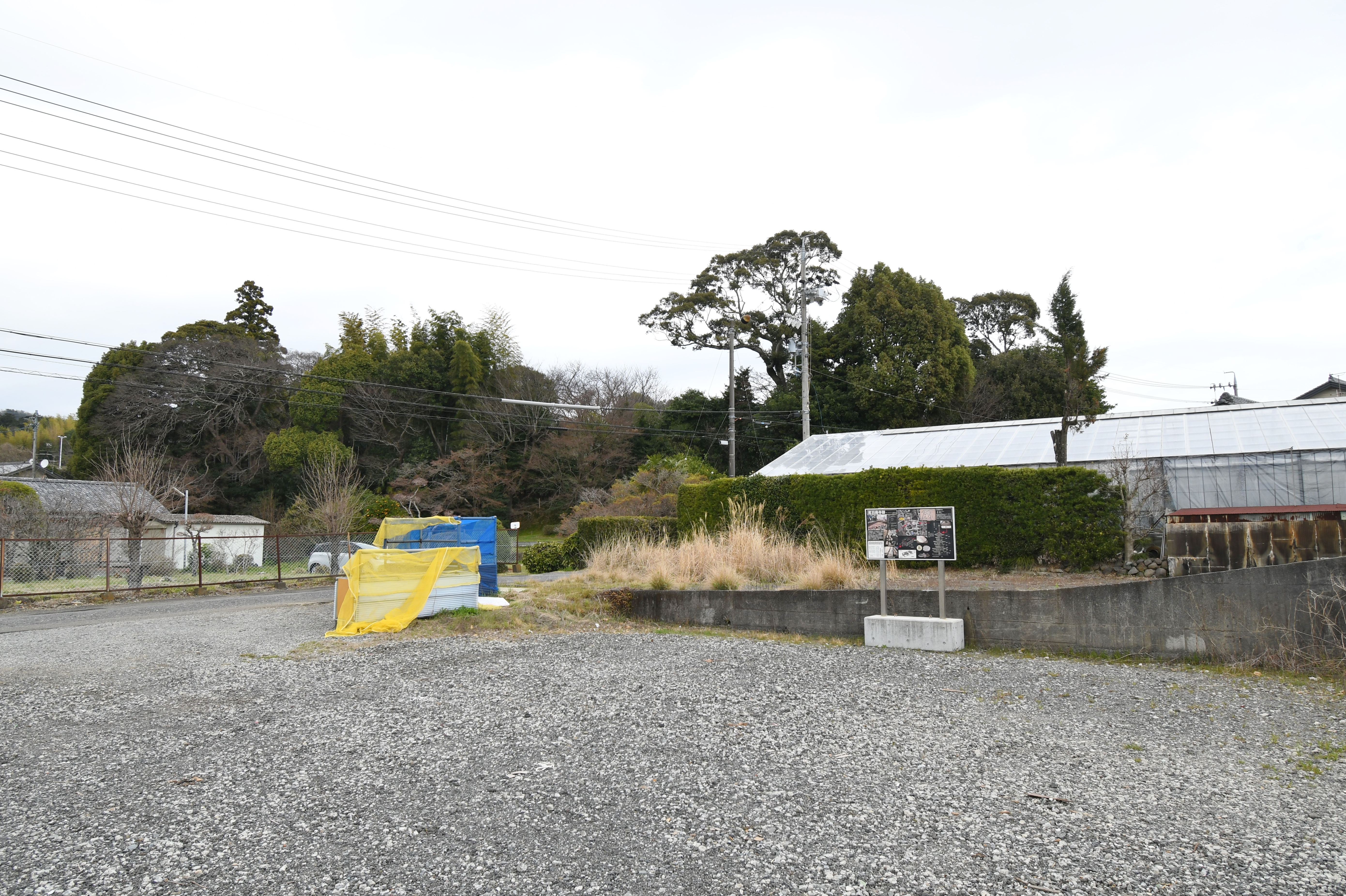
尾羽廃寺跡 説明板付近右の説明板裏手に金堂跡、左奥に講堂跡が所在。

尾羽廃寺跡（おばねはいじあと）は、静岡県静岡市清水区尾羽にある古代寺院跡。史跡指定はされていない。

## 概要

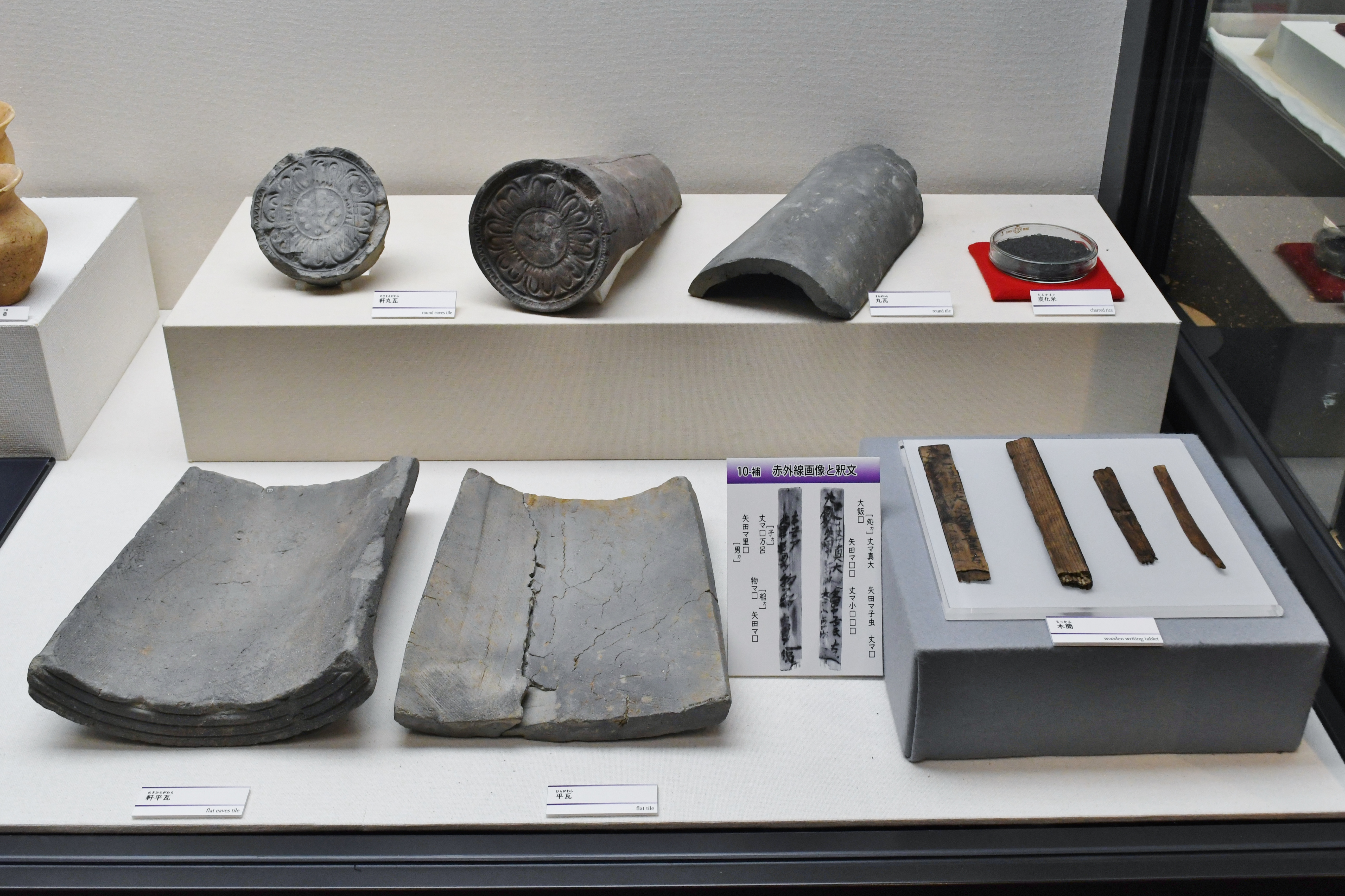
出土品埼玉県立歴史と民俗の博物館特別展時に撮影。

静岡県中部、清水平野北東端において、庵原山地の裾から沖積地にかけての微高地に位置する。1951年（昭和26年）から断続的に発掘調査が実施されている。
伽藍配置は明らかでないが、主要伽藍のうち金堂・講堂が確認されている。塔に関しては、心礎が金堂南西側、石製露盤が金堂東側と分かれて発見されており判然としないが、当初は塔・金堂・講堂が南北一直線に並ぶ配置であった可能性が想定される。心礎は長軸111センチメートル・短軸85センチメートル・厚さ58センチメートルを測り、上面には直径約34センチメートル・深さ11センチメートルの柱穴が穿たれており、建物は三重塔と推定される。出土軒瓦は川原寺（奈良県明日香村）と似た特徴を呈する。
創建時期は白鳳期の7世紀後半頃と推定され、塔心礎共伴土器が示す12世紀頃には廃寺になっていたものと推定される。静岡県内では最古級の古代寺院であり、駿河地方の有力豪族の庵原氏の氏寺と想定される。また近年の調査では、寺域南側において庵原郡衙の正倉とみられる遺構が確認されており、在地の有力豪族のもと郡衙・寺院が隣接して一体的に機能した様子が示唆される。

## 遺跡歴
- 江戸時代、史料に記録[3]。
- 戦前から古瓦の採集[1]。
- 1952年（昭和27年）、礎石建物の確認[3]。
- 1971年（昭和46年）、国道1号線バイパス建設に伴う調査。掘立柱建物・礎石の確認（清水市教育委員会、1971年に報告）[3]。
- 1990-2001年（平成2-13年）、確認調査（清水市教育委員会）[1]。
- 1992年（平成4年）、農地耕作中に石製露盤の発見[2]。
- 2019年度（令和元年度）、市道拡幅に伴う金堂西側の調査。塔心礎の確認（株式会社四門・静岡市教育委員会、2020年に報告）[2]。

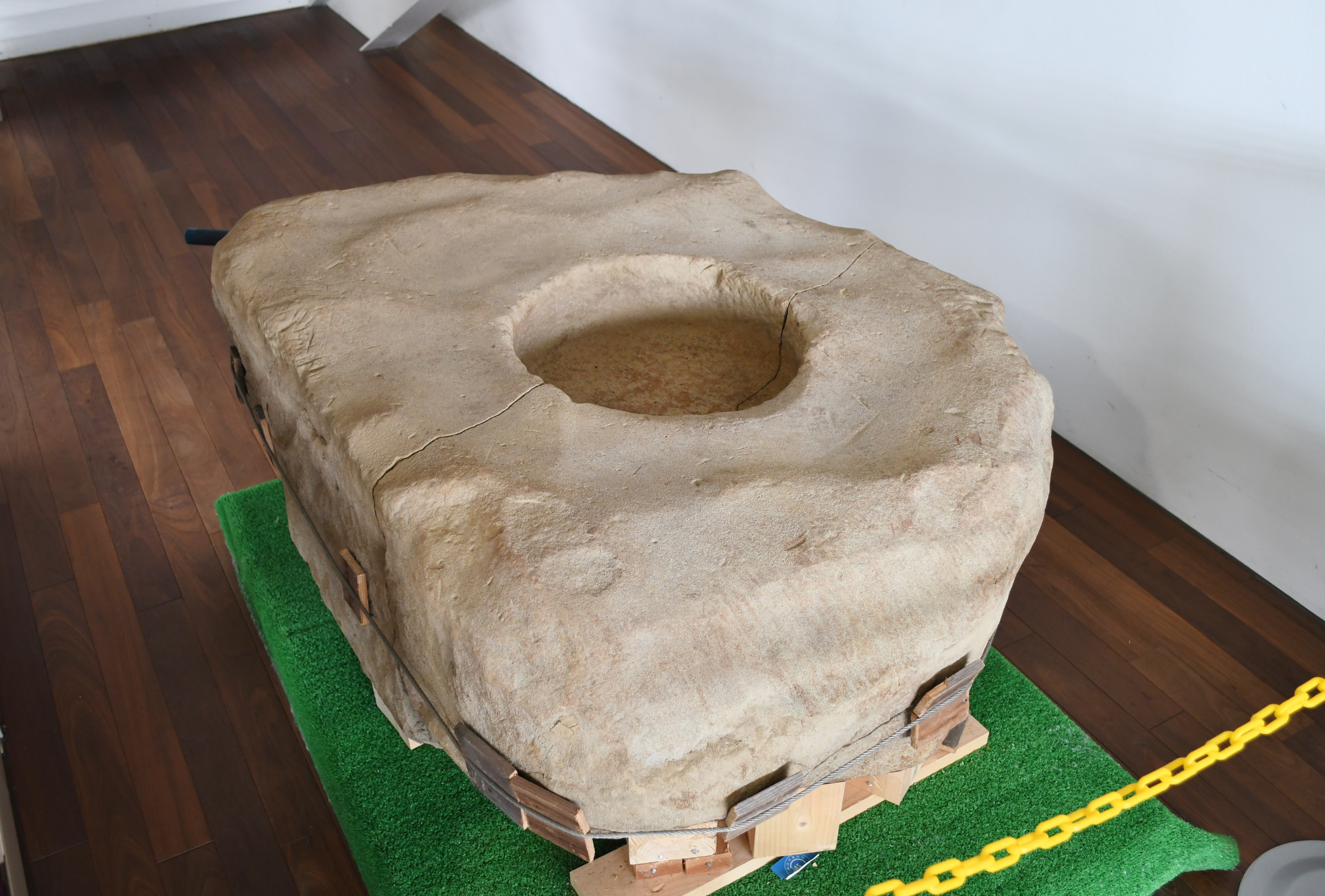
塔心礎 静岡市埋蔵文化財センター展示。
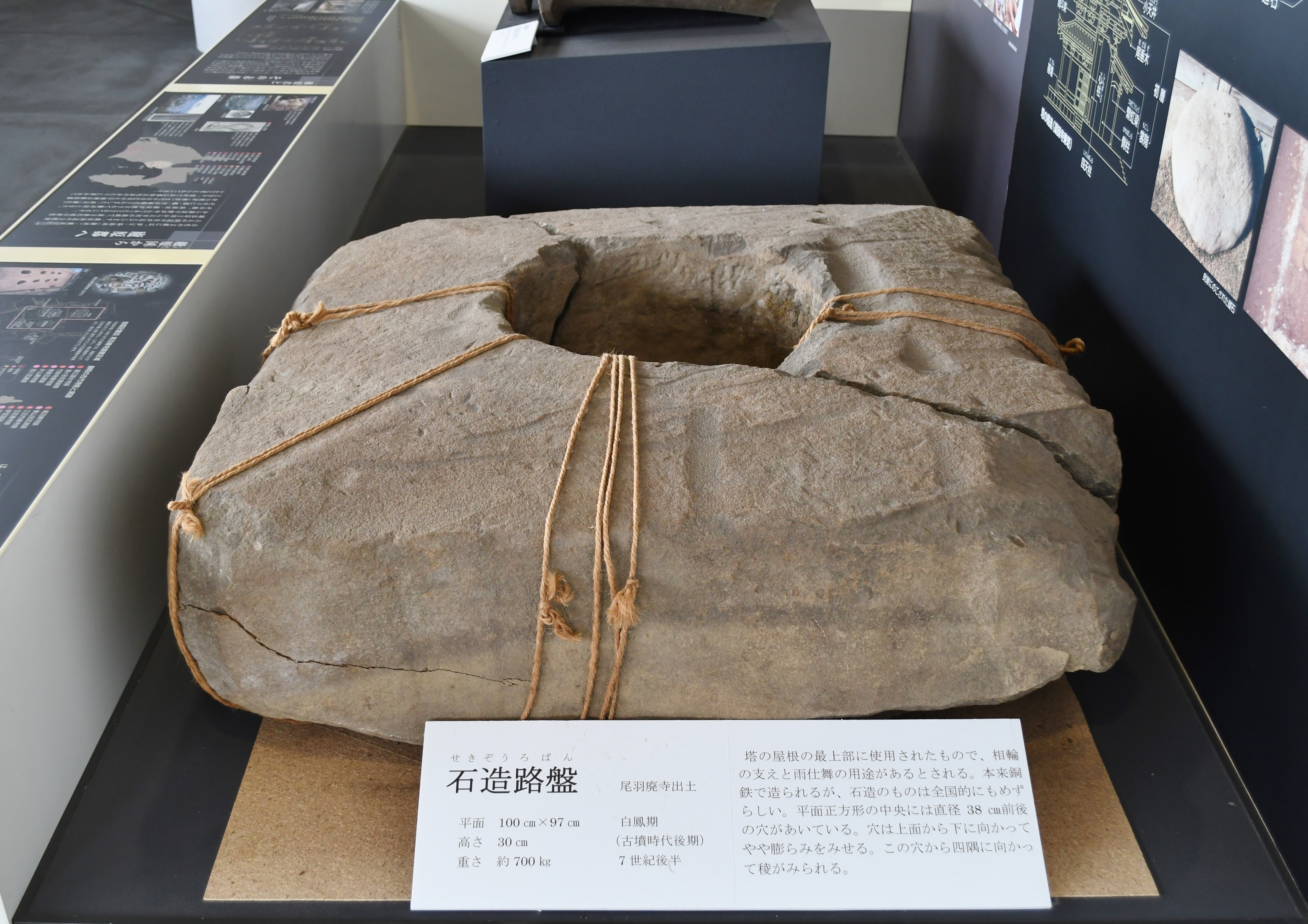
石造露盤 静岡市埋蔵文化財センター展示。
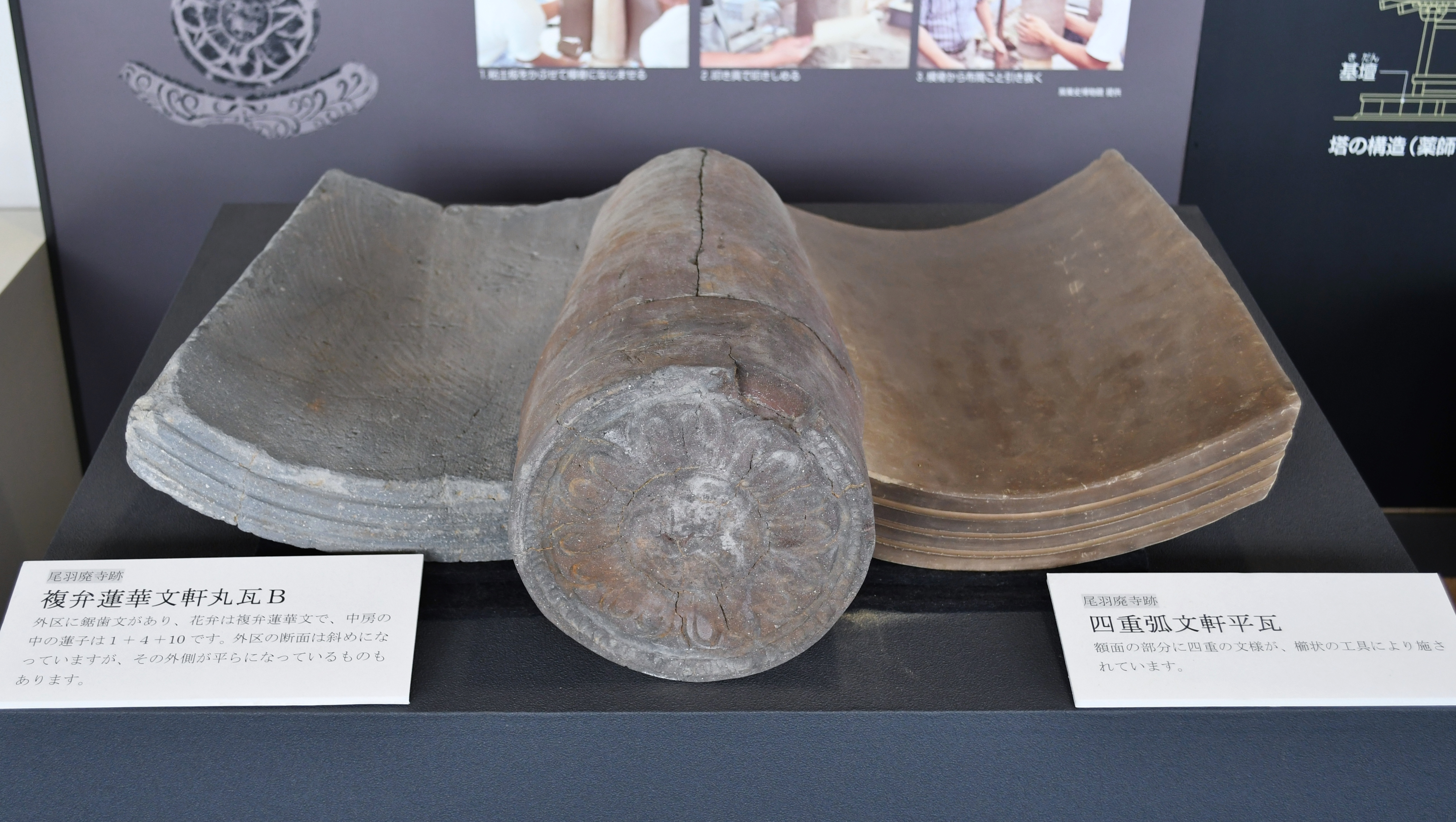
軒瓦 静岡市埋蔵文化財センター展示。
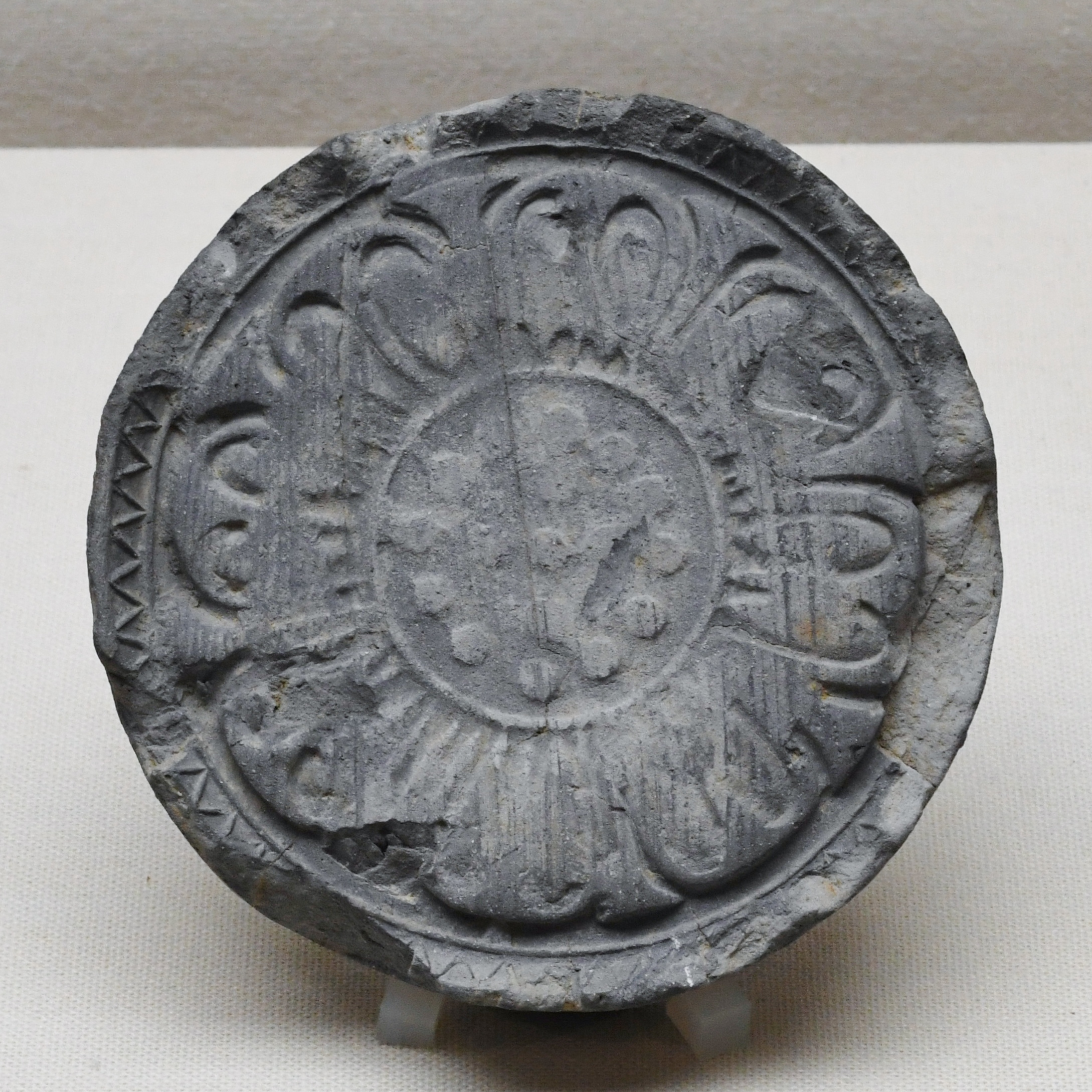
軒丸瓦 埼玉県立歴史と民俗の博物館特別展時に撮影。
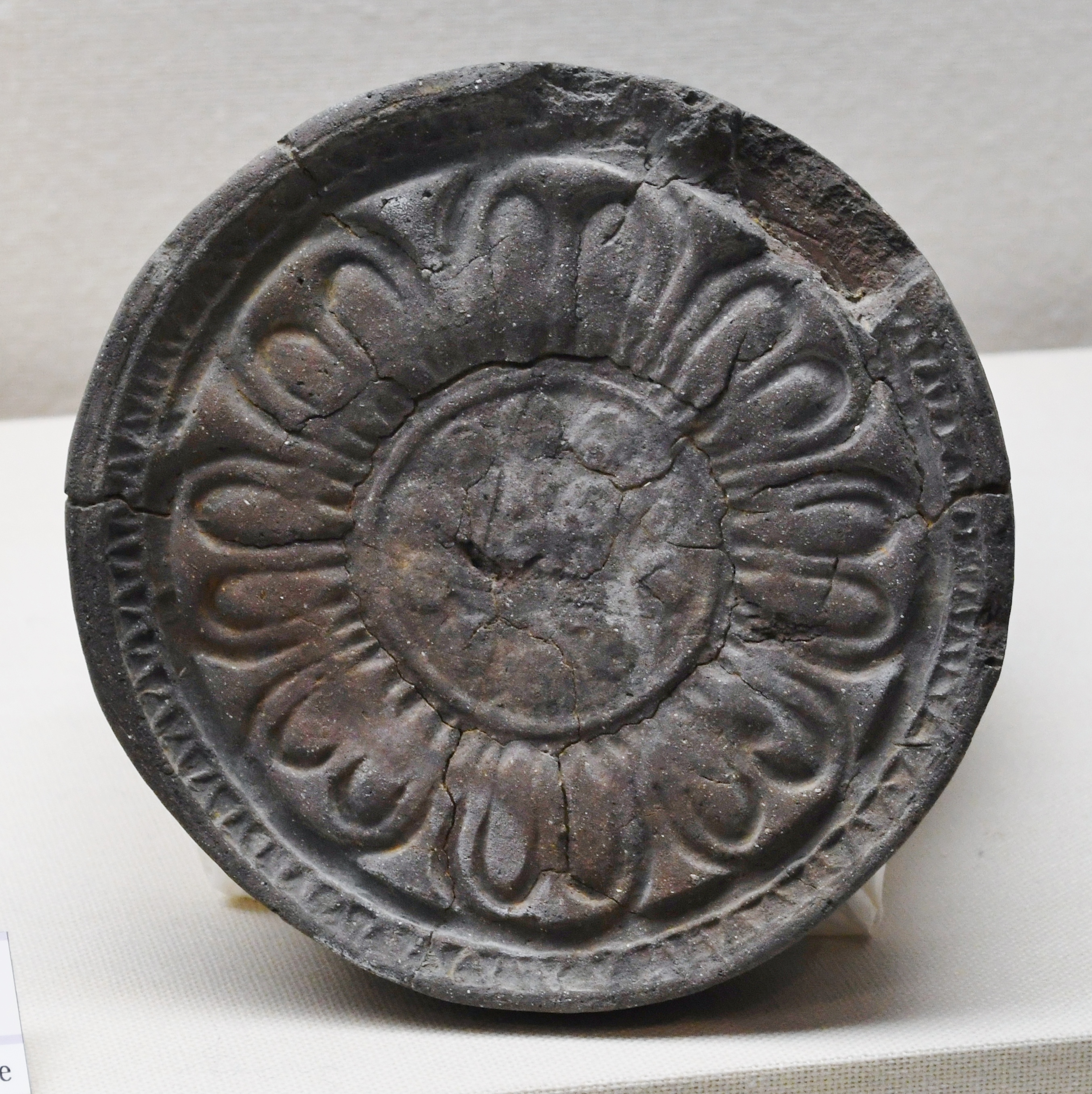
軒丸瓦 埼玉県立歴史と民俗の博物館特別展時に撮影。
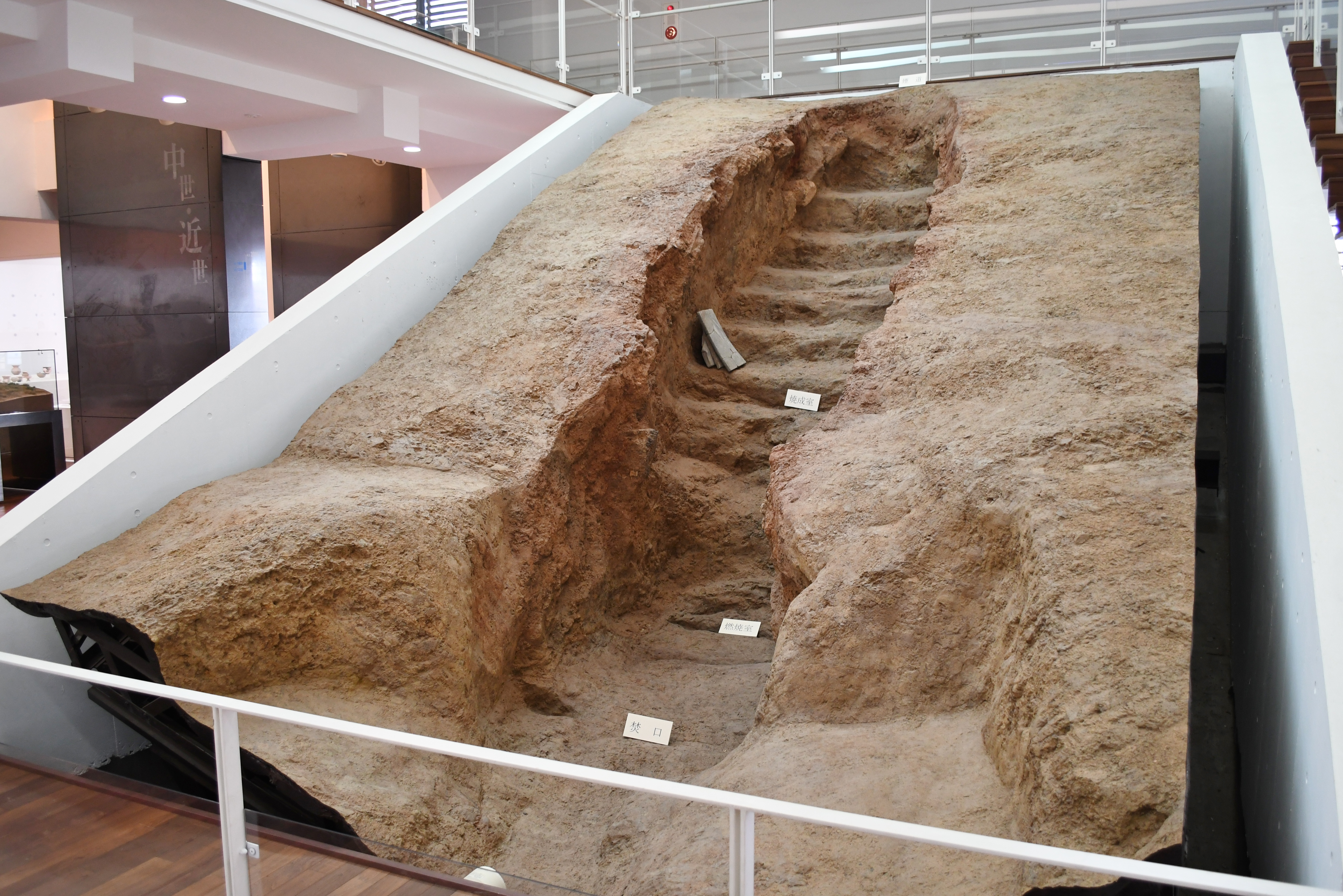
東山田3号窯跡 剥ぎ取り復元 尾羽廃寺への瓦供給窯。静岡市埋蔵文化財センター展示。

## 関連施設
- 静岡市埋蔵文化財センター（静岡市清水区横砂東町） - 尾羽廃寺跡の出土品を展示。

## 関連文献
（記事執筆に使用していない関連文献）
- 報告書
  - 『清水市尾羽廃寺・寺崎I遺跡・山ノ鼻遺跡発掘調査概報 -静清バイパス建設に伴う発掘調査-』清水市教育委員会、1971年。
  - 『高部山遺跡・尾羽廃寺発掘調査報告書』清水市教育委員会、1991年。
  - 『秋葉山古墳群確認調査報告書・尾羽廃寺発掘調査報告書』清水市教育委員会、1993年。
  - 株式会社四門静岡営業所 編『尾羽廃寺跡 -市道尾羽草ケ谷2号線整備に伴う発掘調査報告書-』静岡市教育委員会〈静岡市埋蔵文化財調査報告〉、2020年。 - リンクは奈良文化財研究所「全国文化財総覧」。
- その他
  - 「尾羽廃寺跡」『静岡県史』 資料編2（考古2）、静岡県、1990年。
  - 大川敬夫『尾羽廃寺跡の研究』同成社、2008年。